# Luciano Castro (político)
Luciano de Souza Castro (Fortaleza, 22 de agosto de 1949) é um economista, administrador público e político brasileiro, filiado ao Partido Liberal (PL).

## Biografia
Economista e Administrador formado, ocupou cargos públicos no Território de Roraima e no Governo Federal.
Foi Assessor e Diretor Financeiro, CEPLAC, MAARA, Brasília, DF, 1977-1984; Secretário de Planejamento, SEPLAN, Boa Vista, RR, 1984-1985; Assessor da SEAC, Gabinete Pessoal do Presidente da República, 1986-1987.,, Deputado Federal e Secretario Nacional de Gestão do Ministério dos Transportes, Portos e Aviação Civil. É um dos proprietários do Rede Tropical de Comunicação, do qual faz parte a Tropical TV, afiliada à RedeTV! em Boa Vista.
Concorreu a deputado federal pelo PL em 1990 obtendo a suplência. Com a renúncia da deputada federal Tereza Jucá no fim de 1992, foi empossado em janeiro de 1993. Nas eleições de 1994 voltou a concorrer ao mesmo cargo, desta vez obtendo êxito. No exercício dos mandatos legislativos, foi presidente das Comissões Permanentes de Meio Ambiente e Desenvolvimento Sustentável, de Integração Nacional e Presidente da Comissão Parlamentar de Inquérito – CPI da Grilagem de Terra na Amazônia. Por três anos, liderou as bancadas do Partido Liberal – PL e do Partido da República – PR e por 6 anos foi Vice-líder do Governo. Apresentou mais de 770 proposições entre: Projetos de Lei; Emendas à Constituição – PECs; Substitutivos; Pareceres; Indicação e Requerimentos, foi filiado ao PFL, PL, PPR, PSDB e por último, o PL, desde 2006. Deputado Federal 1993-2015, pelo estado de Roraima.
Disputou em 2008 a prefeitura de Boa Vista mas foi derrotado por Iradilson Sampaio.
Na eleição de 2014 concorreu ao cargo de senador pelo Estado de Roraima, ficou em segundo lugar na disputa ao Senado para o ex-vereador de Boa Vista Telmário Mota (PDT). Em maio de 2015 foi nomeado, Secretário de Gestão de Programas de Transportes do Ministério dos Transportes,  conseguiu recursos junto ao Governo Federal para várias capitais do Brasil , inclusive Roraima onde destinou mais de 1 bilhão , exerceu o cargo  de Secretario Nacional até abril de 2018.